# Warhammer Underworlds
Warhammer Underworlds je stolní hra od firmy Games Workshop. Jedná se o hybridní hru kombinující figurkové hraní (tradiční oblast působnosti výrobce) s prvky sběratelských karetních her — deck-building, sbírání karet apod. Jedná se primárně o kompetitivní hru určenou pro hraní na turnajích a jiných soutěžích, nicméně hra umožňuje i volnočasové hraní. Hra vychází v angličtině, němčině, francouzštině, italštině a španělštině; v České republice se většinou prodává anglická verze.

## Princip hry
Warhammer Underworlds je sběratelská asymetrická hra, do které si každý hráč přináší svou zvolenou bandu bojovníků a dva poskládané balíčky karet. Band i karet je velké množství a průběžně vycházejí další. Balíčky karet si hráč skládá (při dodržení určitých omezení) z velkého množství karet, které jsou k dispozici — tzv. deck-building.
Hráč ve hře ovládá bojovníky své bandy a různými taktikami se snaží získávat body slávy. Ten, kdo má na konci hry nejvíce bodů slávy, se stane vítězem. Doba trvání jedné hry je přibližně 30-45 minut.

## Historie hry
Hra byla poprvé představena na obchodní výstavě Gama Trade Show v březnu 2017, do prodeje se dostala v říjnu 2017. Následovně hra vychází v takzvaných sezónách, kdy jednou za rok vyjde základní sada hry se vším potřebným k hraní dvou hráčů a během roku vycházejí rozšíření hry přinášející do hry další bandy, karty a herní desky.

## Sezóny
Hra vychází v takzvaných sezónách. Prvních 5 sezón trvalo rok, od šesté sezóny došlo ke změně na půlroční sezóny. Každá sezóna má svůj vlastní název a začíná vydáním základní sady hry. V základní sadě se nachází vše pro hru dvou hráčů (bandy, karty, desky, žetony, pravidla). V průběhu sezóny pak vycházejí další rozšíření v podobě nových band, karet a herních desek.
Nová sezóna většinou přináší i menší změny v pravidlech.

### Dosavadní sezóny
1. Shadespire (vydáno říjen 2017)
2. Nightvault (vydáno září 2018)
3. Beastgrave (vydáno září 2019)
4. Direchasm (vydáno prosinec 2020, zpoždění kvůli epidemii covidu-19)
5. Harrowdeep/Nethermaze (vydáno říjen 2021)
6. Gnarlwood (vydáno říjen 2022)
7. Wyrdhollow (vydáno duben 2023)

## Turnajová scéna
Výrobce Games Workshop hru Warhammer Underworlds primárně cílí jako kompetitivní hru pro hraní na turnajích a soutěžích — hra je označena jako „ultimátní kompetitivní figurková hra“, tento nápis se nachází i na krabici základní sady.

### Ceny v turnajích
Výrobce Games Workshop na podporu pořádání turnajů prodává sady s cenami. Tyto sady nejsou v běžném prodeji pro koncové zákazníky, mohou si je ale koupit herní obchody a kluby, aby měly ceny pro účastníky turnajů.
Balíčky cen obsahují trofej pro vítěze v podobě skleněného střepu (ve skutečnosti polykarbonát) a velké množství promo předmětů jako jsou karty, žetony nebo kostky. Tyto předměty mají pouze jinou výtvarnou podobu než stejné předměty běžně dostupné v prodeji a nelze tak jejich získáním na turnaji získat výhodu do budoucího hraní oproti jiným hráčům.

## Digitální hraní
Vedle stolního hraní této hry vzniklo i několik možností, jak Warhammer Underworlds hrát digitálně na počítači.

### Warhammer Underworlds: Online
Warhammer Underworlds: Online je oficiálně licencovaná videohra od studia Steel Sky Productions, převádějící deskovou hru na počítač. Jedná se o stejnou hru, pouze v digitální podobě. Hra vyšla pro Windows na distribuční platformě Steam. Nedostatkem hry je značné zpoždění oproti stolní hře — je k dispozici podstatně méně band i karet — takže hru nelze použít jako trénink pro fyzické hraní.

### Vassal Engine
V roce 2019 skupina hráčů zveřejnila modul pro online hraní Warhammer Underworlds v open-source simulátoru Vassal Engine. Tato komunita výrazně posílila v roce 2020 při vypuknutí epidemie covidu-19, když přestalo být možné / snadné se potkávat fyzicky při hraní. Na Discordu vznikl server podporující hraní přes Vassal Engine a komunita organizuje i turnaje zvané Vassal Clash a delší ligu Vassals of the Underworlds. Komunita udržuje hraní přes Vassal Engine ve velmi aktuálním stavu, které odpovídá stavu stolní hry — nové bandy, karty a všechny další součásti hry se s fyzickým vydáním prakticky okamžitě objevují i ve verzi pro Vassal Engine.

### Tabletop Simulator
V roce 2018 skupina hráčů připravidla modul Warhammer Underworlds přes nástroj Tabletop Simulator dostupný na platformě Steam. Tato iniciativa ovšem trvala jen krátko a prakticky celá komunita se přesunula na Vassal Engine.

### Webcam hraní
Hráči také hrají pomocí webových kamer, kdy každý z hráčů má web kameru namířenou na stůl a na něm má rozmístění obou hráčů najednou. Také tímto způsobem jsou pořádány pravidelné turnaje, například Straight Outta Shadespire nebo UK Masters.